# Championnat du monde féminin de cyclo-cross juniors
Le championnat du monde féminin de cyclo-cross juniors a lieu dans le cadre des championnats du monde de cyclo-cross de l'Union cycliste internationale depuis 2020. Il est disputé par les coureuses âgées de 17 et 18 ans.
La gagnante de la course est sacrée champion du monde de sa catégorie et revêt un maillot arc-en-ciel qu'elle porte lors des épreuves de cyclo-cross juniors jusqu'à la veille de la ré-attribution du titre lors des championnats du monde suivants.
En raison de la pandémie de Covid-19, l'épreuve n'est pas organisée en 2021.

## Palmarès
| Édition | Or                                          | Argent                                      | Bronze                                      |
| ------- | ------------------------------------------- | ------------------------------------------- | ------------------------------------------- |
| 2020    | Shirin van Anrooij                          | Puck Pieterse                               | Madigan Munro                               |
| 2021    | Annulé en raison de la pandémie de Covid-19 | Annulé en raison de la pandémie de Covid-19 | Annulé en raison de la pandémie de Covid-19 |
| 2022    | Zoe Bäckstedt                               | Leonie Bentveld                             | Lauren Molengraaf                           |
| 2023    | Isabella Holmgren                           | Ava Holmgren                                | Célia Gery                                  |
| 2024    | Célia Gery                                  | Cat Ferguson                                | Viktória Chladoňová                         |
| 2025    | Lise Revol                                  | Barbora Bukovská                            | Rafaëlle Carrier                            |

## Tableau des médailles
| Rang | Nation          | Or | Argent | Bronze | Total |
| ---- | --------------- | -- | ------ | ------ | ----- |
| 1    | France          | 2  | 0      | 1      | 4     |
| 2    | Pays-Bas        | 1  | 2      | 1      | 4     |
| 3    | Canada          | 1  | 1      | 1      | 3     |
| 4    | Grande-Bretagne | 1  | 1      | 0      | 2     |
| 5    | Tchéquie        | 0  | 1      | 0      | 1     |
| 6    | États-Unis      | 0  | 0      | 1      | 1     |
| 6    | Slovaquie       | 0  | 0      | 1      | 1     |